# カルルス温泉サンライバスキー場
カルルス温泉サンライバスキー場（カルルスおんせんサンライバスキーじょう）は、北海道登別市カルルス町に位置する登別市営のスキー場。スキー場の運営は、株式会社登別ゴルフ場に業務委託をしている。

## 概要
日本屈指の温泉地登別温泉の北西約4kmに位置するカルルス温泉に隣接している。来馬岳に全コースがある。

## コース
| 番号 | コース名           | レベル     | コース滑走距離 |
| ---- | ------------------ | ---------- | -------------- |
| 1    | ダイナミックコース | 上級者     | 700m           |
| 2    | パノラマコース     | 上・中級者 | 1,100m         |
| 3    | ホワイトコースA・B | 初級       | 600m           |
| 4    | チャンピオンコース | 中・初級   | 700m           |
| 5    | セントラルコース   | 中級       | 700m           |
| 6    | ファミリーコース   | 中・初級   | 850m           |
| 7    | ユートピアコース   | 中級       | 500m           |

## リフト
| 名称      | 定員 | 路線長 | 運転速度 | 輸送能力 | 建設年月 | 備考 |
| --------- | ---- | ------ | -------- | -------- | -------- | ---- |
| 第1リフト | 2名  |        |          |          |          |      |
| 第2リフト | 2名  |        |          |          |          |      |
| 第3リフト | 2名  |        |          |          |          |      |

## アクセス
- 登別駅より自動車で20分
- 新千歳空港より自動車で60分（道央自動車道登別東インターチェンジ経由）
- 札幌駅より自動車で90分（道央自動車道登別東インターチェンジ経由）